# Coccophagus aethiopis
Coccophagus aethiopis is een vliesvleugelig insect uit de familie Aphelinidae. De wetenschappelijke naam is voor het eerst geldig gepubliceerd in 1935 door Girault.